# Гришечкин, Вячеслав Германович
Вячесла́в Ге́рманович Гри́шечкин (28 июня 1962, Сочи, Краснодарский край — 15 сентября 2023, Одинцово, Московская область) — советский и российский актёр театра и кино, режиссёр и театральный педагог; заслуженный артист Российской Федерации (1994).

## Биография
Родился 28 июня 1962 года в Сочи в русско-греко-грузинской семье. Отец — актёр Герман Чинчирики. После развода родителей мать изменила мальчику фамилию на собственную девичью — Гришечкина, воспитанием внука занимался дедушка с материнской стороны. В тринадцать лет познакомился с Валерием Беляковичем, у которого два года занимался в Театре юных москвичей, и уже в 1975 году, ещё будучи школьником, играл в его постановке «Соловей».
Во время учёбы в школе занимался в драмкружке. После окончания школы поступил в ГИТИС, одновременно играл в Театре-студии на Юго-Западе. Начинал учиться на курсе Михаила Туманова, после его смерти курс принял Борис Голубовский. Педагогами Вячеслава Германовича были Анатолий Эфрос и Сергей Юрский. В 1983 году, после окончания актёрского факультета ГИТИСа, был призван в армию. Окончил военно-топографическую учебку под Звенигородом, откуда в звании младшего сержанта был направлен в воинскую часть в город Иваново.
В Театре на Юго-Западе служил с момента его основания и исполнил более 30 ролей. Также работал в Российском академическом молодёжном театре. Режиссёр спектакля «Молодые люди» по пьесе Родиона Белецкого (независимый проект Вячеслава Гришечкина).
- Первую роль в кино сыграл в 1989 году.
  - Наиболее известен широкой публике ролью Александра Степановича Староконя в телевизионном сериале «Солдаты».
  - Всего исполнил более 160 ролей.
- С 1996 по 1999 год работал в качестве актёра в телевизионной программе «Колесо Истории».
- В 2009 году возглавил Волжский драматический театр (город Волжский, Волгоградская область)[3].
- С 2017 года руководил театральной студией при Московском университете МВД России[4].

Скончался 15 сентября 2023 года на 62-м году жизни в реабилитационном центре Одинцова из-за проблем с сердцем.
Церемония прощания с актёром прошла 19 сентября 2023 года в Театре на Юго-Западе, отпевание прошло в Храме Архангела Михаила. Тело Вячеслава Германовича было кремировано, прах захоронен в колумбарии Новодевичьего кладбища, рядом с женой Анной и её родственниками.

## Личная жизнь
- Первая жена — Мария,
  - дочь — Ольга (род. 1990)[5].
- Вторая жена — Анна Валерьевна Гришечкина (1967—2017), прожили в браке 25 лет.

## Награды
- Заслуженный артист Российской Федерации (1 декабря 1994)[11]
- Медаль ордена «За заслуги перед Отечеством» II степени (25 июля 2013)[12]

## Творчество

### Роли в театре

#### Театр на Юго-Западе
- «Конкурс» А. Галина — Тецудзин Аоки-сан
- «Игроки» — Кругель
- «Дураки» — Доктор Зубрицкий
- «Мольер» — Бутон, Людовик XIV (ввод, 1990)
- «Ромео и Джульетта» У. Шекспира — Меркуцио
- «Дракон» Е. Шварца — Бургомистр
- «Мастер и Маргарита» М. Булгакова — Коровьев, Римский; Воланд
- «Женитьба» Н. Гоголя — Жевакин
- «Смерть Тарелкина» А. Сухово-Кобылина — Тарелкин
- «Мандрагора» — Тимотео
- «Ревизор» Н. Гоголя — Хлестаков
- «Страсти по Мольеру» — Гарпагон
- «Уроки дочкам» — няня Василиса, Золотников
- «Жаворонок» — Карл
- «Трактирщица» К. Гольдони — Граф Альбафьорита
- «Агент 00» — Мадам
- «Русские люди» — Розенберг
- «С днём рожденья, Ванда Джун!» — Шатл
- «Владимир III степени» Н. Гоголя — Миша, Дворецкий
- «Самоубийца» Н. Эрдмана — Подсекальников
- «Три сестры» А. П. Чехова — Андрей Прозоров
- «На дне» М. Горького — Барон
- «Укрощение строптивой» Шекспира — Грумио
- «Сон в летнюю ночь» Шекспира — Фрэнсис Дудка, он же Режиссёр
- «Вальпургиева ночь, или Шаги Командора» — Контр-адмирал Михалыч
- «Слуга двух господ» — Бригелла
- «Старые грехи» — Помещик, Дипломат
- «Слишком женатый таксист» — Стэнли Поуни
- «Смерть» Вуди Аллена — Клайнман
- «Американский идеал» Э. Олби — Бабуля
- «Гамлет» Шекспира — Первый актёр, Могильщик
- «Последняя женщина сеньора Хуана» — Михо
- «Птидепе» В. Гавела — Балаш
- «Школа любви» — Фердинанд

#### Российский академический молодёжный театр
- «Вишнёвый сад» — Симеонов-Пищик Борис Борисович
- «Лоренцаччо» — Биндо Альтовити

#### Театральное агентство «Арт-Партнёр XXI»
- «Переполох в „Голубятне“» — Жорж

### Фильмография
| Год       |    | Название                                                        | Роль                                                                   |
| --------- | -- | --------------------------------------------------------------- | ---------------------------------------------------------------------- |
| 1989      | ф  | Биндюжник и Король                                              | молодой человек                                                        |
| 1992      | ф  | Джой в Москве (Joy à Moscou)                                    | Имя персонажа не указано                                               |
| 1992      | ф  | Однажды в Одессе, или Как уехать из СССР                        | Кавказец                                                               |
| 1993      | ф  | Русский рэгтайм                                                 | официант                                                               |
| 1993      | ф  | Благотворительный бал                                           | знакомый в отеле                                                       |
| 1993      | ф  | Витька Шушера и автомобиль                                      | учитель физкультуры                                                    |
| 1996      | ф  | Карьера Артуро Уи. Новая версия                                 | делец «Треста»                                                         |
| 1996      | ф  | 12 с половиной кресел                                           | Укусов                                                                 |
| 1996      | ф  | Старые песни о главном 2                                        | монтёр в клубе (не указан в титрах)                                    |
| 1997      | с  | Графиня де Монсоро                                              | Николя Давид                                                           |
| 1997      | ф  | Военно-полевой романс                                           | старшина Саридзе                                                       |
| 1997      | ф  | Всё то, о чём мы так долго мечтали                              | «Фармацевт»                                                            |
| 1999      | ф  | Белый танец                                                     | Максим                                                                 |
| 1999      | ф  | Судья в ловушке                                                 | Имя персонажа не указано                                               |
| 1999      | ф  | Д. Д. Д. Досье детектива Дубровского                            | ведущий конкурса двойников                                             |
| 2000      | ф  | Марш Турецкого                                                  | Исаак Семёнович Лекарский, адвокат                                     |
| 2000      | ф  | Новый год в ноябре                                              | Имя персонажа не указано                                               |
| 2000      | с  | Что сказал покойник                                             | Гастон Мед                                                             |
| 2000      | ф  | Тайны дворцовых переворотов. Фильм 1. Завещание императора      | Павел Иванович Ягужинский                                              |
| 2000      | ф  | Игра на вылет                                                   | Оргиевич                                                               |
| 2001      | ф  | Марш Турецкого 2                                                | Исаак Семёнович Лекарский, адвокат                                     |
| 2001      | ф  | Семейные тайны                                                  | Пономарёв, журналист                                                   |
| 2001      | ф  | Подозрение                                                      | Геннадий Павлович, врач                                                |
| 2001      | с  | Пятый угол                                                      | Клотков                                                                |
| 2001      | с  | Next                                                            | хозяин пиццерии                                                        |
| 2002      | с  | Бригада (15 серия)                                              | священник                                                              |
| 2002      | ф  | Театральный роман                                               | Макар Рвацкий                                                          |
| 2002      | ф  | Воровка 2. Счастье напрокат                                     | Оскар                                                                  |
| 2002      | ф  | Щит Минервы                                                     | Марк, литературный агент                                               |
| 2002—2005 | с  | Дружная семейка                                                 | директор школы                                                         |
| 2002      | ф  | Мужская работа 2                                                | Куницын                                                                |
| 2003      | ф  | Евлампия Романова. Следствие ведёт дилетант                     | Лев Валерианович                                                       |
| 2003      | с  | Баязет                                                          | казначей                                                               |
| 2003      | ф  | Инструктор                                                      | Шарко                                                                  |
| 2003      | ф  | Комедийный коктейль                                             | Василий Степанович, криминальный авторитет                             |
| 2003      | с  | Приключения мага                                                | Кутюрье                                                                |
| 2003      | с  | Москва. Центральный округ (дело № 2 «Печаль моя светла»)        | продюсер                                                               |
| 2003      | с  | Каменская 3 (фильм «Стилист»)                                   | Черкасов                                                               |
| 2003      | ф  | Тайны дворцовых переворотов. Фильм 5. Вторая невеста императора | Павел Ягужинский                                                       |
| 2003      | ф  | Тайны дворцовых переворотов. Фильм 6. Смерть юного императора   | Павел Ягужинский                                                       |
| 2003      | ф  | Трое против всех — 2                                            | адвокат Корольков                                                      |
| 2003      | ф  | Тайный знак — 2. Возвращение хозяина                            | мэр Карпин                                                             |
| 2004      | ф  | Богатство                                                       | купец 1-й гильдии, отец Пападаки                                       |
| 2004      | с  | Боец                                                            | адвокат Собецкий                                                       |
| 2004      | с  | Красная площадь                                                 | Герман Каракоз, начальник Следственного управления Генпрокуратуры СССР |
| 2004      | ф  | Потерявшие солнце                                               | Ямпольский                                                             |
| 2004      | ф  | На вираже                                                       | Шукаев                                                                 |
| 2004      | ф  | Ералаш (выпуск № 178, эпизод «Классное сражение»)               | Наполеон I Бонапарт                                                    |
| 2004      | мф | Столичный сувенир                                               | ОЗВУЧИВАНИЕ: первый брат-аферист                                       |
| 2004      | ф  | Узкий мост                                                      | Антон Александрович Василевский                                        |
| 2005—2013 | с  | Солдаты (3—17)                                                  | Александр Степанович Староконь, майор / подполковник / полковник       |
| 2005      | ф  | Мальчишник, или большой секс в маленьком городе                 | продюсер                                                               |
| 2005      | с  | Любовь моя                                                      | Николай Доронин, начальник Вадима                                      |
| 2005      | ф  | Дети Ванюхина                                                   | скупщик антиквариата                                                   |
| 2005      | ф  | Тебе, не знавшему меня                                          | Имя персонажа не указано                                               |
| 2005      | ф  | Счастье ты моё                                                  | Леонид Собинов                                                         |
| 2005      | с  | Девять неизвестных                                              | шеф криминальной полиции                                               |
| 2006      | ф  | Азирис Нуна                                                     | Кубатай                                                                |
| 2006      | ф  | Варенька                                                        | Михаил                                                                 |
| 2006      | ф  | Виртуальный роман                                               | Паша, бригадир                                                         |
| 2006      | ф  | Рельсы счастья                                                  | ювелир                                                                 |
| 2006      | ф  | Рекламная пауза                                                 | режиссёр рекламных роликов                                             |
| 2006      | ф  | Петя Великолепный                                               | Воронов                                                                |
| 2006      | с  | Вызов 2                                                         | Доценко                                                                |
| 2006—2008 | с  | Счастливы вместе                                                | Петрович                                                               |
| 2006—2007 | с  | Угон                                                            | Виталий Кошкин                                                         |
| 2007      | ф  | Света с того света (Украина)                                    | Миша                                                                   |
| 2007      | ф  | Ночные сёстры                                                   | доктор                                                                 |
| 2007      | ф  | Луна — Одесса (Украина)                                         | Аркадий                                                                |
| 2007      | ф  | Личная жизнь доктора Селивановой                                | Борис Гринберг, адвокат                                                |
| 2007      | ф  | Чужие тайны                                                     | Арнольд Леонидович Жгут, адвокат Симоновой                             |
| 2007      | с  | Короли игры                                                     | Богдан Серко, акционер с Украины                                       |
| 2007      | ф  | Идеальная жертва                                                | Имя персонажа не указано                                               |
| 2007      | ф  | Звезда империи                                                  | маэстро Чекетти                                                        |
| 2007      | с  | Вся такая внезапная                                             | депутат Щукин                                                          |
| 2008      | ф  | Охота на Берию                                                  | Лаврентий Берия                                                        |
| 2008      | ф  | Жаркий лёд                                                      | Борис Смылкин, директор ледового дворца                                |
| 2008      | ф  | Улыбка бога, или чисто одесская история                         | сотрудник КГБ                                                          |
| 2008      | ф  | Мой муж — гений                                                 | Липкин                                                                 |
| 2008      | ф  | Заповедник страха                                               | Роберт Левдонский                                                      |
| 2008      | ф  | Ясновидящая                                                     | Колебанов, майор милиции                                               |
| 2008      | мф | Приключения Алёнушки и Ерёмы                                    | ОЗВУЧИВАНИЕ: звездочёт Фарид                                           |
| 2009      | ф  | Маргоша                                                         | Константин Петрович Лазарев                                            |
| 2009      | ф  | Как же быть сердцу                                              | Виталий Александрович, врач                                            |
| 2009      | мф | Новые приключения Алёнушки и Ерёмы                              | ОЗВУЧИВАНИЕ: звездочёт Фарид                                           |
| 2009      | ф  | Золотая страна                                                  | Александр Николаевич, декан                                            |
| 2010      | ф  | Вышел ёжик из тумана                                            | директор фирмы                                                         |
| 2010      | ф  | «Алиби» на двоих (фильм № 6 «Картина»)                          | Михаил Аркадьевич Цуприков, криминальный бизнесмен                     |
| 2010      | ф  | Егорушка                                                        | Кравчук, мэр                                                           |
| 2011      | ф  | Контригра                                                       | Лаврентий Павлович Берия                                               |
| 2011      | ф  | Фурцева                                                         | Лаврентий Павлович Берия                                               |
| 2011      | ф  | Товарищ Сталин                                                  | Лаврентий Павлович Берия                                               |
| 2011      | ф  | Варенька. И в горе, и в радости                                 | Михаил                                                                 |
| 2011      | ф  | СМЕРШ: Легенда для предателя                                    | полковник Куконкин                                                     |
| 2012      | ф  | Яблочный спас                                                   | Витольд                                                                |
| 2013      | ф  | Часы Калиостро                                                  | Имя персонажа не указано                                               |
| 2013      | с  | Красные горы                                                    | Лаврентий Павлович Берия                                               |
| 2013      | ф  | Чужой среди своих                                               | Лев Маркович, адвокат, отец Маши                                       |
| 2013      | ф  | Особенности национальной маршрутки                              | замглавы района                                                        |
| 2013      | ф  | Все сокровища мира                                              | Илья Гранцев, журналист                                                |
| 2014      | ф  | Деревенский роман                                               | Григорий Петрович Степанов, директор агрокомплекса                     |
| 2014      | ф  | Дорога домой                                                    | Лев Сергеевич Демидов                                                  |
| 2014      | с  | Уходящая натура                                                 | Вячеслав Каменский, директор съёмочной группы                          |
| 2015      | ф  | Барсы                                                           | Антон Александрович Василевский, криминальный бизнесмен                |
| 2015      | ф  | Бармен                                                          | Биг Босс                                                               |
| 2015      | ф  | Саша добрый, Саша злой                                          | Пётр Петрович Кошелев, директор порта                                  |
| 2015      | ф  | Срочно выйду замуж                                              | главный редактор журнала                                               |
| 2016      | ф  | Провокатор                                                      | мэр-коррупционер                                                       |
| 2016      | ф  | Всё исправить                                                   | олигарх, отец Маши                                                     |
| 2016      | с  | Три королевы                                                    | Илья Петрович Агеев, вице-мэр                                          |
| 2016      | ф  | Лучик                                                           | Георгий Максимович, начальник Глеба                                    |
| 2018      | ф  | Пармские фиалки                                                 | Имя персонажа не указано                                               |
| 2018      | ф  | Между нами, девочками. Продолжение                              | Эдик Буркин, режиссёр                                                  |
| 2018      | ф  | Сезон посадок                                                   | Александр Штерн, сосед Веры по даче                                    |
| 2019      | ф  | Динозавр — 2                                                    | адвокат                                                                |
| 2019      | ф  | Когда позовёт смерть                                            | Нил Скулас, инспектор полиции                                          |
| 2019      | ф  | Русские горки                                                   | Константин Михайлович, врач-психиатр                                   |
| 2020      | ф  | Чистосердечное признание                                        | Евгений Драгунов                                                       |
| 2021      | с  | За час до рассвета                                              | начальник                                                              |
| 2022      | с  | Дурдом (сериал)                                                 | Солдатов                                                               |
| 2023      | ф  | Настоящий Дед Мороз                                             | Санта                                                                  |

### Телевидение
- Игра в детектив. Выпуск 3 (ЦТ СССР, 1989) — администратор театра
- Оба-на! (1-й канал Останкино, 1992—1995) — ведущий; актёр (доктор Кирилл Анатольевич Хорэ; няня; дирижёр; хулиган; приезжий из Ленинграда; ведущий утренней гимнастики; участник трио «Мальчишник» и др. роли)
- 12 1/2 кресел (ТВ Центр, 1997)
- Туши свет (ТВ Центр, 1997)
- Колесо истории (ОРТ, 1996—1999)
- Добрый вечер (РТР, 1997—1998; СТС, 2001—2002)
- Моё другое я (Столица, 1999—2001)
- На первой полосе (Столица, 2001)